# Hammarby IF RF
Pour les autres sections du club omnisports, voir Hammarby IF.
 (mai 2025).
Si vous disposez d'ouvrages ou d'articles de référence ou si vous connaissez des sites web de qualité traitant du thème abordé ici, merci de compléter l'article en donnant les références utiles à sa vérifiabilité et en les liant à la section « Notes et références ».
Actualités
Le Hammarby IF RF est un club suédois de rugby à XV. Il s'agit de la section rugby du club omnisports du Hammarby IF.

## Joueurs célèbres
- Kanogo Njuru [1]